# Dysthaeta anomala
Dysthaeta anomala là một loài bọ cánh cứng trong họ Cerambycidae.